# Ksenija Atanasijević
Ksenija Atanasijević (cyr. Ксенија Атанасијевић, ur. 5 lutego 1894 w Belgradzie, zm. 28 września 1981 tamże) – serbska pisarka, tłumaczka i filozof.

## Życiorys

### Dzieciństwo i edukacja
Była najmłodszym z sześciorga dzieci lekarza i dyrektora szpitala w Belgradzie Svetozara Atanasijevicia i Jeleny z d. Čumić. Matka zmarła po urodzeniu córki, ojciec dwanaście lat później na gruźlicę. Była wychowywana przez macochę Sofiję Kondić, która uczyła w szkole żeńskiej w Belgradzie. Dzięki niej Ksenija w młodości zafascynowała się filozofią.
W czasie nauki w szkole, w 1911 opublikowała swój pierwszy tekst. W piśmie Novo kolo ukazało się tłumaczenie utworu Trojka rosyjskiego poety Nikołaja Niekrasowa. Za namową Nady Stoilković, która była jej nauczycielką w liceum, Ksenija rozpoczęła w 1918 studia filozoficzne na Uniwersytecie w Belgradzie. Kształciła się pod kierunkiem profesora filozofii stołecznej uczelni Branislava Petronijevicia. W czasie studiów założyła wspólnie z Iliją Petrović pismo Dan, do którego pisała teksty poświęcone literaturze. W styczniu 1920 wyjechała na trzymiesięczny staż na Uniwersytecie Genewskim. Pracę dyplomową obroniła z wyróżnieniem na Wydziale Filozoficznym Uniwersytetu w Belgradzie 21 czerwca 1920 i rozpoczęła pracę nauczycielki w III Gimnazjum Żeńskim w Belgradzie.

### Kariera naukowa
Dzięki wsparciu Branislava Petronijevicia udało się jej uzyskać roczny urlop, który wykorzystała na studia podyplomowe na Uniwersytecie Paryskim. 20 stycznia 1922 obroniła w Belgradzie pracę doktorską poświęconą myśli Giordano Bruno (Бруново учење о најмањем). W wieku 28 lat została pierwszą kobietą w dziejach Serbii, która obroniła pracę doktorską. Po doktoracie pracowała w szkołach średnich w Belgradzie i w Niszu, dopiero w styczniu 1924 otrzymała stanowisko adiunkta na Wydziale Filozoficznym Uniwersytetu Belgradzkiego, gdzie przez 12 lat prowadziła wykłady z filozofii średniowiecznej i nowożytnej, a także z estetyki. W tym czasie rozpoczęła działalność w Belgradzkim Stowarzyszeniu Kobiet, w latach 1920-1938 była wydawcą pisma Ženski pokret (Ruch kobiecy), pierwszego czasopisma feministycznego w dziejach Serbii. Wykłady z filozofii prowadziła także w Radiu Belgrad. W 1928 została członkinią serbskiego PEN Clubu.
W 1928, kiedy Rada Wydziału Filozoficznego rozpatrywała kwestię zatrudnienia Kseniji Atanasijević na stanowisku profesora, archeolog Miloje Vasić oskarżył ją o plagiat, zarzucając że Atanasijević w jednym ze swoich tekstów zacytowała opinię innego badacza, nie podając jego nazwiska. Rada Wydziału wstrzymała procedurę awansową, powołując komisję d.s. zbadania prawdziwości zarzutów przedstawionych przez Vasicia. Komisja nie potwierdziła w sposób jednoznaczny oskarżenia o plagiat, zalecając jedynie badaczce większą ostrożność w czasie pisania kolejnych tekstów. Decyzja komisji nie powstrzymała kampanii oszczerstw przeciwko Atanasijević. 24 października 1935 Rada Wydziału Filozoficznego zdecydowała o nie przedłużaniu z nią umowy o pracę, nie dając jej możliwości obrony i przedstawienia swojego stanowiska w sprawie. Jej usunięcie z uczelni w roku 1936 spotkało się z protestami środowiska belgradzkich intelektualistów (byli wśród nich Živojin M. Perić, a także poeci Rastko Petrović i Sima Pandurović). Protestujący wyrażali przekonanie, że prawdziwym powodem jej usunięcia były głoszone przez Atanasijević liberalne poglądy, nie akceptowane w środowisku uniwersyteckim. Po opuszczeniu uczelni pozostała bez środków do życia. Utrzymywała się dzięki tłumaczeniom, dzięki pomocy przyjaciół zaczęła pracować na stanowisku inspektora w ministerstwie edukacji, a także pisała artykuły do prasy. W 1940, po śmierci macochy Sofiji Kondić, zamieszkała wraz z przyjaciółką Zorą Stanković w domu przy ulicy Gospodar Jovanova 49. W czwartkowe popołudnia w tym domu spotykali się belgradzcy artyści, pisarze i filozofowie.

### Okupacja i okres powojenny
W czasie niemieckiej okupacji Serbii początkowo pracowała w ministerstwie, a następnie w Bibliotece Narodowej. Odmówiła podpisania apelu Milana Nedicia do narodu serbskiego przeciwko komunistom. W październiku 1942 w jej mieszkaniu funkcjonariusze Gestapo przeprowadzili rewizję, na podstawie donosu o tym, że są tam organizowane spotkania środowiska masońskiego i jest przechowywana broń. W czasie przesłuchania Ksenija zaprzeczała stawianym jej zarzutom, przyznała tylko, że w okresie międzywojennym pisała artykuły, w których sprzeciwiała się antysemityzmowi. Ponownie została aresztowana w 1945 przez władze komunistyczne i oskarżona o wykonywanie zawodu nauczyciela w czasie okupacji niemieckiej, a także o to, że nakłoniła swojego przyjaciela Milana Grola do dymisji ze stanowiska ministerialnego, co spowodowało kryzys rządowy. Zwolniona 17 maja 1946, w tym czasie wszystkie jej dzieła znalazły się na indeksie. Pracowała w serbskiej Bibliotece Narodowej do chwili przejścia na emeryturę. W 1954 ponownie zaczęła pisać artykuły do prasy. Czasopismo Republika wydało jej tekst, podpisany Dr K.A. Prowadziła także wykłady publiczne z filozofii. W 1972 ukazało się w USA tłumaczenie pracy doktorskiej o Giordano Bruno, ale schorowana Atanasijević nie skorzystała z zaproszenia do wygłoszenia wykładów na jednej z amerykańskich uczelni.
Zmarła w roku 1981 z powodu urazu głowy po upadku w mieszkaniu. Została pochowana w grobie rodzinnym na Nowym Cmentarzu (Novo Groblje) w Belgradzie. Pod koniec lat 80. jej grób został zlikwidowany – z powodu braku opłaty za jego dalsze utrzymanie.
Pozostawiła po sobie ponad 400 tekstów, z zakresu filozofii, psychologii, historii i krytyki literackiej. Tłumaczyła na język serbski dzieła Platona (Parmenides), Arystotelesa (Organon), Barucha Spinozy (Etyka) i Alfreda Adlera (Psychologia indywidualna).
Była mężatką (w 1947 wyszła za mąż za lekarza Milana Markovicia).

## Pamięć
Biblioteka i archiwum prywatne Kseniji Atanasijević po jej śmierci zasiliły zbiory Muzeum Serbskiego Kościoła Prawosławnego. Jej imię nosi jedna z ulic w Belgradzie, a na budynku przy ulicy Gospodar Jovanova 49, w którym mieszkała umieszczono tablicę jej poświęconą. W 2005 ukazała się jej biografia autorstwa Ljiljany Vuletić.

## Wybrana twórczość
- 1922: Brunovo učenje o najmanjem
- 1928: Počeci filozofiranja kod Grka
- 1928: Le doctrine d’Epicure
- 1929: Un fragment philosophique
- 1929: Considération sur le monde et la vie dans la littérature populaire des Yougoslaves.
- 1930: Die gegenwärtigen philosophishen Strömungen in Jugoslawien – Der russische Gedanke, Internationale Zeitschrift für Philosophie